# مهم‌ترین چیز: عشق
مهم‌ترین چیز: عشق (فرانسوی: L'important c'est d'aimer‎) یک فیلم درام عاشفانه به کارگردانی آندژی ژووافسکی محصول سال ۱۹۷۵ است. از بازیگران آن می‌توان به رومی اشنایدر و فابیو تستی اشاره کرد.

## داستان
عکاسی با زنی آشنا می‌شود که برای گذراندن زندگی در فیلم‌های ارزان قیمت بازی می‌کند. برای کمک به او، او پولی را نزول کرده و …